# آلفين هال
آلفين هال (بالإنجليزية: Alvin Hall)‏ هو صحفي ومقدم تلفزيوني أمريكي، ولد في 27 يونيو 1952 في تالاهاسي في الولايات المتحدة.

## وصلات خارجية
- الموقع الرسمي